# Ладислав Пеячевич
Ладислав Пеячевич (на хърватски: Ladislav Pejačević; на унгарски: Pejácsevics László) (5 април 1824 г. – 7 април 1901 г.) е бан на Хърватия, Славония и Далмация, политик и обществен деятел, представител на аристократичния род Пеячевичи.

## Биография
Ладислав Пеячевич е най-големият син на граф Фердинанд Карл Пеячевич (1800—1878). Неговият дядо Карл Фердинанд III основава нащицкия клон на големия род Пеячевич. През 1852 г. Ладислав се жени за унгарската баронеса Габриела де Йобахаза и им се раждат три деца – Мария, Теодор и Марко Александър.
Ладислав Пеячевич е политически активен още от младините си. През 1844 г. на 20-годишна възраст става депутат в хърватския парламент като представител на унионистката партия. Член е на хърватската делегация, която през 1866 г. подписва хърватско-унгарското споразумение за подялба на управленските пълномощия в Транслейтания. През 1880 г. е избран за бан на Хърватия и заема този пост до 1883 г.
През същата 1880 г. получава званието почетен гражданин на Загреб.
Едно от най-важните събития, случили се в политическия живот на Хърватско докато Ладислав Пеячевич е на висшия държавнически пост в страната, е премахването през 1881 г. от австро-унгарските власти на Хърватска и Славонска Крайна, които са последните две части от бившата Военна граница, които до този момент се управляват директно от Виена. С премахването на тези две области на практика се възстановява хърватската власт над тези земи. На 1 август 1881 г. Пеячевич официално поема административното управление на двете области.
На 24 август 1883 г. Ладислав Пеячевич подава оставка от поста си след като избухва масово недоволство сред хърватите от решението на унгарската администрация да постави върху сградите в Загреб официални емблеми с надписи и на унгарски, на мястото на предишните хърватски обозначения. След него за бан е избран унгарският граф Карой Куен-Хедервари де Хедервар, твърд привърженик на маджаризацията. Много скоро съпротивата срещу неговите решения в тази насока става толкова силна, че се стига до антиунгарски изстъпления във всички райони на Хърватия и през 1903 г. е хвърлена армията, за да потуши недоволството. На 1 юли 1903 г. Куен-Хедервари де Хедервар е преместен на по-високия пост първи министър на Кралство Унгария, а за бан на Хърватия е избран синът на Ладислав Теодор Пеячевич.
Ладислав Пеячевич умира на 7 април 1901 г. в родовото си имение в Нашице. През целия си живот той отделя много грижи и внимание на многобройните замъци, които притежава родът му в Славония, и особено на имението в Нашице. Цялото му състояние след смъртта му е наследено от сина му Теодор Пеячевич.